# Muzeum Narodowe Centrum Sztuki Królowej Zofii
Muzeum Narodowe Centrum Sztuki Królowej Zofii (znane też jako Muzeum Królowej Zofii, hiszp. Museo Nacional Centro de Arte Reina Sofía, Museo Reina Sofía) – muzeum sztuki mieszczące się w Madrycie.
Muzeum znajduje się w dawnym gmachu Hospital General. Stała ekspozycja znajduje się na drugim i czwartym piętrze. Są tam m.in. sale poświęcone twórczości Pabla Picassa, Salvadora Dalego i Joana Miró. W kolekcji muzeum są m.in. takie obrazy jak Guernica, Pejzaż z Cadacués i Wypadek.
Muzeum zostało oficjalnie otwarte 10 września 1992 roku. Główny budynek muzeum to XVIII-wieczny szpital. Muzeum jest poświęcone przede wszystkim sztuce hiszpańskiej ale znajdują się w nim także nieliczne pracy artystów niehiszpańskich, takich jak Robert Delaunay, Yves Tanguy, Man Ray, Jacques Lipchitz, Lucio Fontana i Yves Klein.
W budynkach muzeum znajduje się także biblioteka artystyczna, której kolekcja liczy ponad 100 tysięcy książek, 3,500 nagrań dźwiękowych i prawie 1000 nagrań wizualnych.

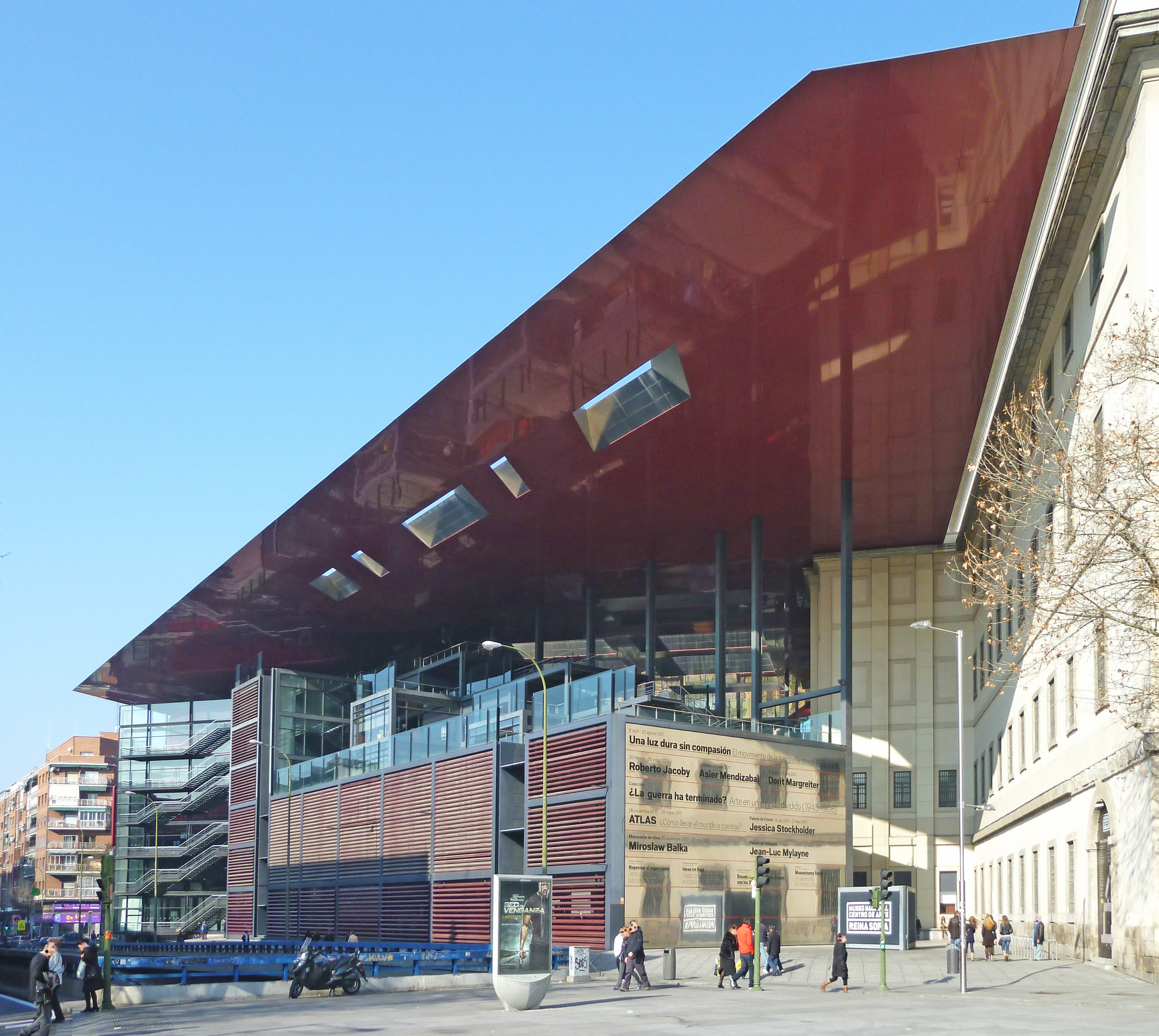
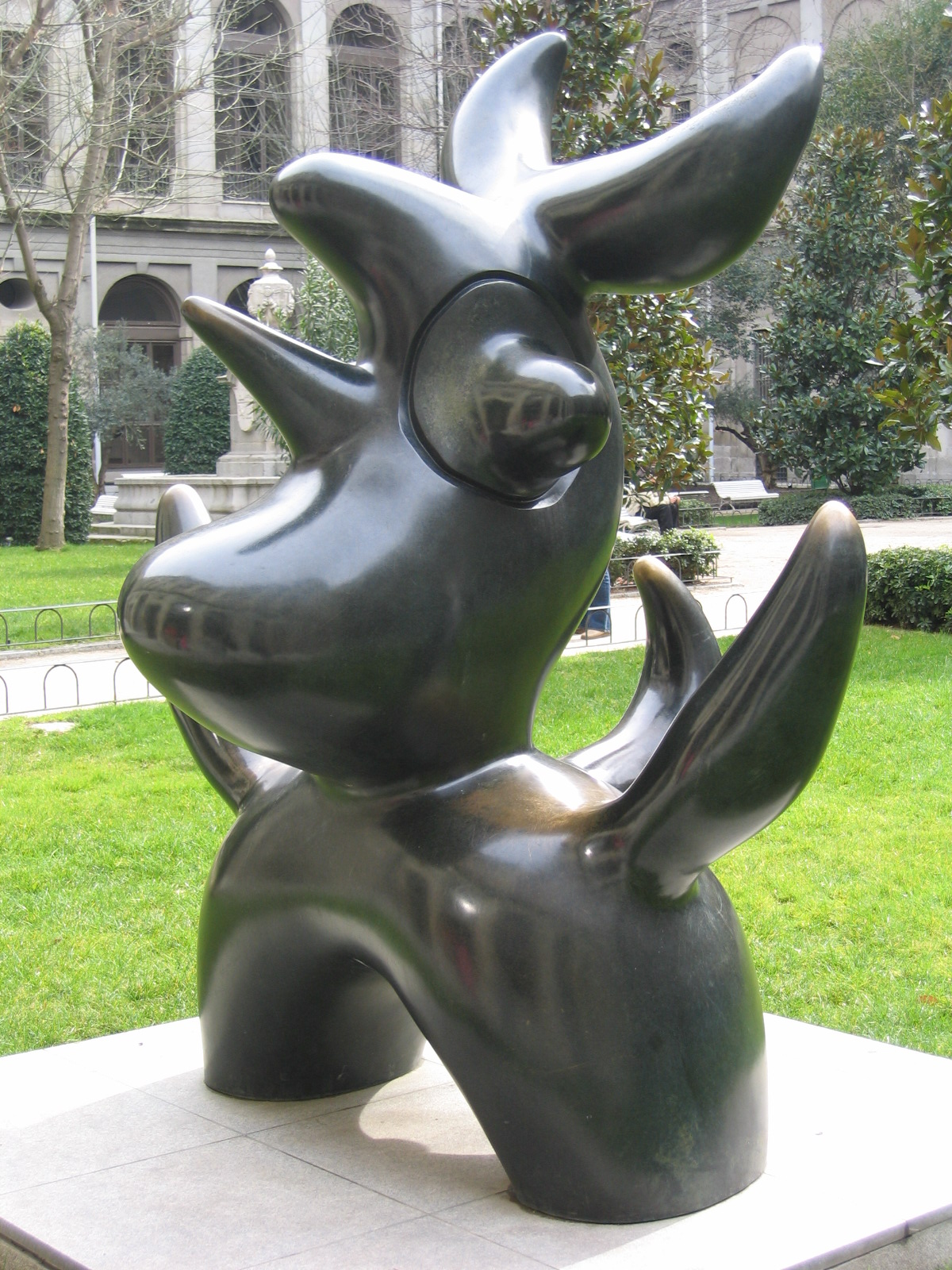
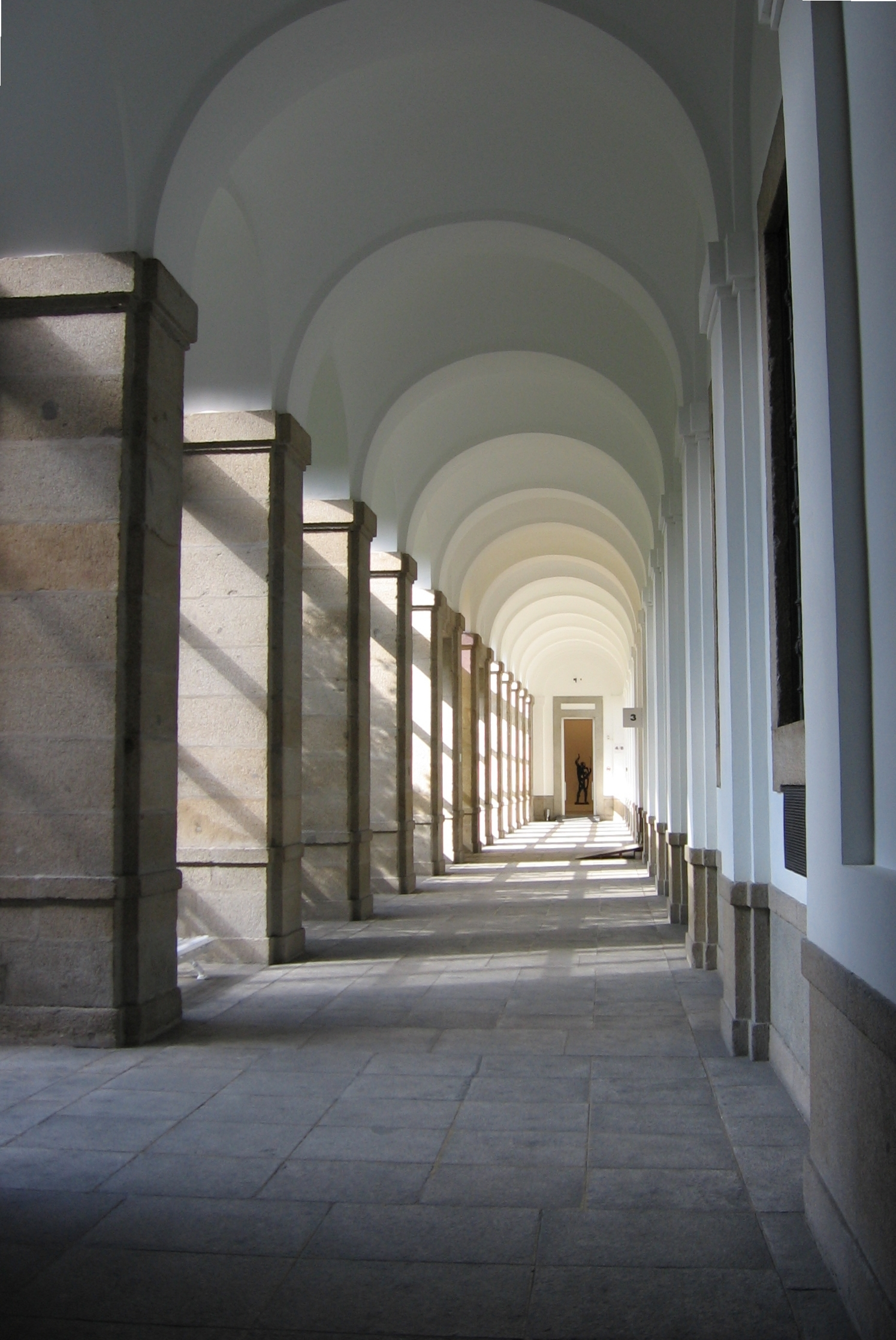
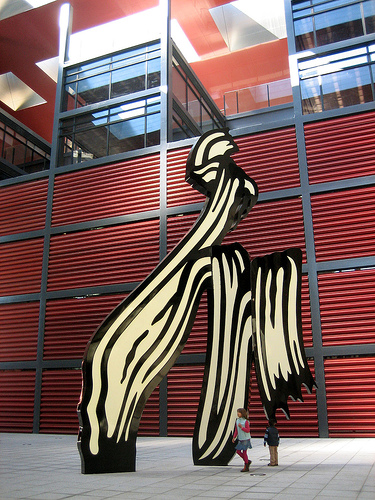
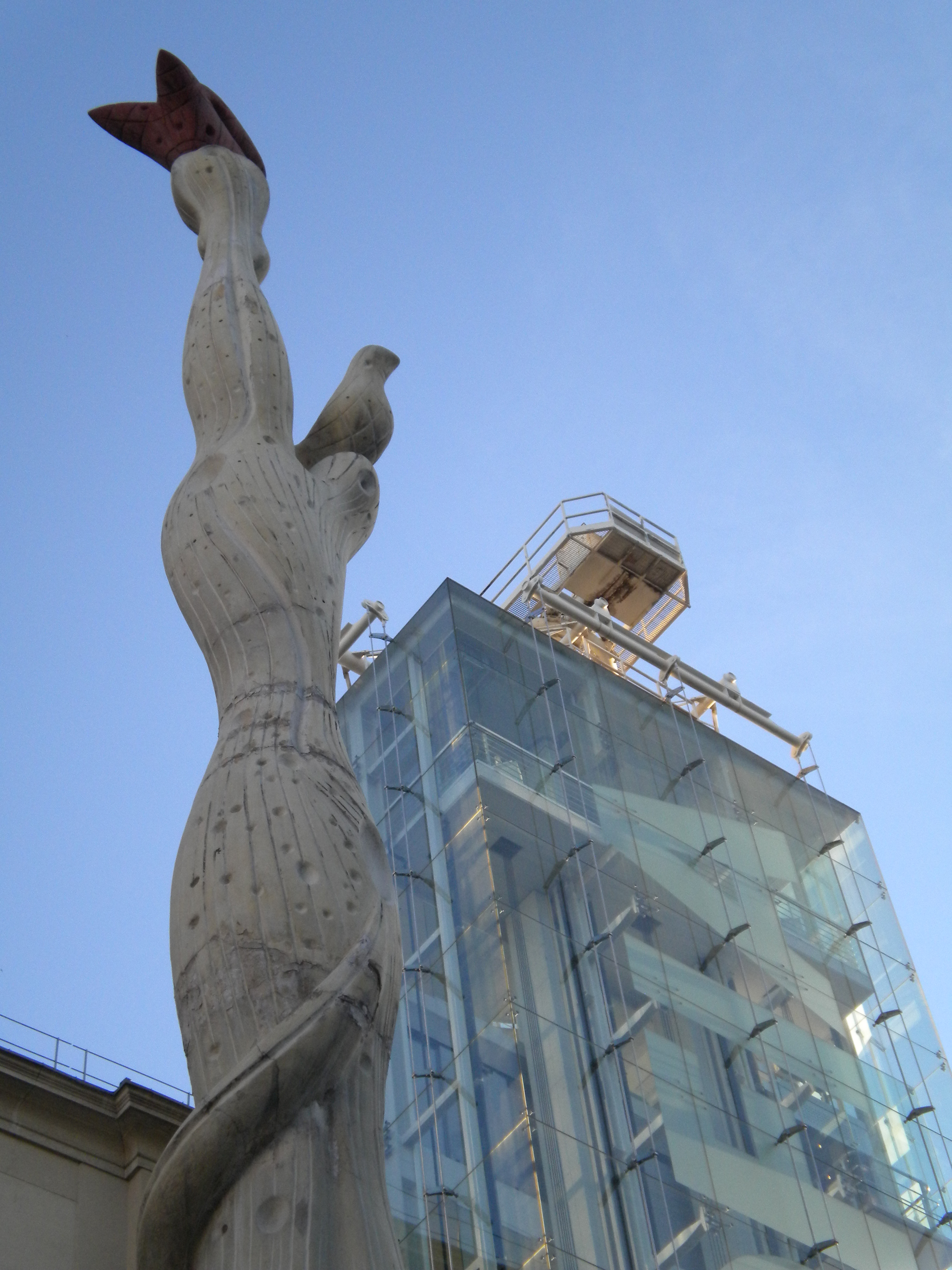
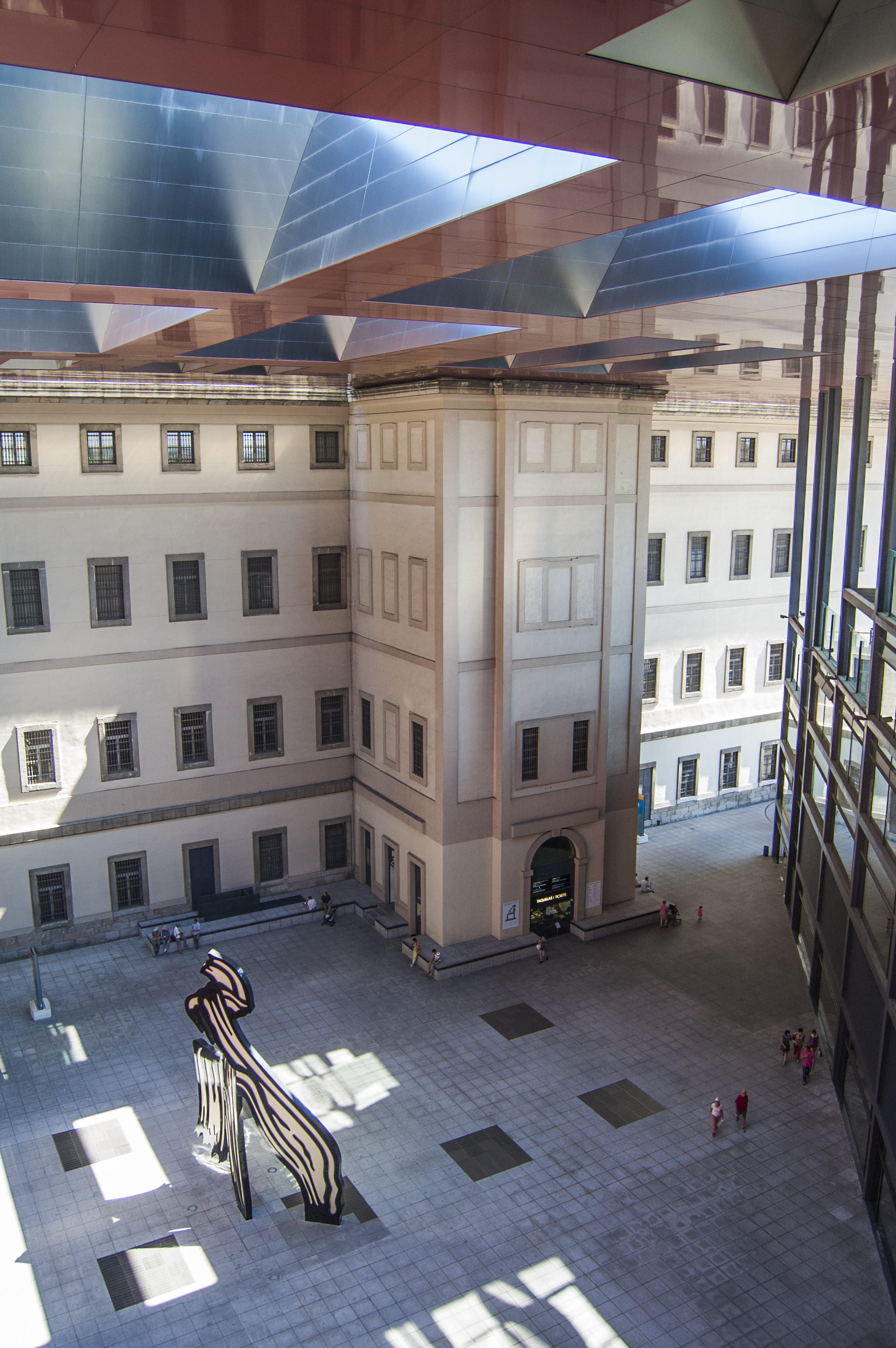